# Белџум (Висконсин)
Белџум (енгл. Belgium) град је у америчкој савезној држави Висконсин.

## Демографија
По попису из 2010. године број становника је 2.245, што је 567 (33,8%) становника више него 2000. године.
| Група             | 2000.         | 2010.         |
| Белци             | 1.578 (94,0%) | 2.074 (92,4%) |
| Афроамериканци    | 8 (0,5%)      | 10 (0,4%)     |
| Азијати           | 3 (0,2%)      | 20 (0,9%)     |
| Хиспаноамериканци | 69 (4,1%)     | 117 (5,2%)    |
| Укупно            | 1.678         | 2.245         |